# Isodromus montanus
Isodromus montanus är en stekelart som beskrevs av Annie Trumbull Slosson 1895. Isodromus montanus ingår i släktet Isodromus och familjen sköldlussteklar. Inga underarter finns listade i Catalogue of Life.